# Mantella bernhardi
Espèce
Statut de conservation UICN

 VU B2ab(iii,v) : Vulnérable
Statut CITES
Mantella bernhardi est une espèce d'amphibiens de la famille des Mantellidae.

## Répartition

Aire de répartition de Mantella bernhardi.

Cette espèce est endémique de Madagascar. Elle se rencontre entre 60 et 630 m d'altitude dans le sud-est de l'île,.

## Description
Mantella bernhardi mesure de 19 à 22 mm. Son dos est brun grisâtre. Ses flancs sont noirs. La face interne des membres est orange ; le ventre est noir avec quelques larges taches blanc-bleuté et une tache en forme de fer à cheval au niveau de la gorge, plus étendue chez les mâles que chez les femelles.

## Étymologie
Cette espèce est nommée en l'honneur de Bernhard Meier.

## Publication originale
- Vences, Glaw, Peyrieras, Böhme & Busse, 1994 : Der Mantella madagascariensis Komplex: Wiederentdeckung von Mantella cowani und Beschreibung von Mantella bernhardi n. sp. Die Aquarien- und Terrarien Zeitschrift, vol. 47, p. 390-393 (texte intégral).